# Matejkovský potok
Matejkovský potok – potok będący lewym dopływem rzeki Revúca na Słowacji. Wypływa po zachodniej stronie przełęczy Vyšné Šiprúnske sedlo, spływa dnem doliny Nižné Matejkovo i wypływa na Revúcke podolie. W należącej do miasta Rużomberk (Ružomberok) osadzie Podsuchá uchodzi do Revúcy na wysokości około 560 m. 
Niemal cała zlewnia potoku to porośnięte lasem zbocza Wielkiej Fatry. Prawe zbocza doliny tworzy południowo-wschodni grzbiet Małej Smrekovicy (Malá Smrekovica, 1485 m), lewe południowo-wschodni grzbiet szczytu Šiprúň (1461 m). Jedynie w dolnej części nad potokiem znajdują się zabudowania osady Podsuchá. Wzdłuż dolnej części koryta potoku prowadzi asfaltowa droga do osiedla Podsuchá, wyżej przechodząca w drogę leśną. Prowadzi nią czerwono znakowany szlak turystyki pieszej i rowerowej na grzbiet Wielkiej Fatry.